# Sozialticket

Regionale Sozialtickets in Deutschland
(Stand 04/2025)
Abo- und Zeitkarten
kein Sozialticket
1 Sozialticket
2 Sozialtickets
>2 Sozialtickets
Karten im Bartarif
Sozialticket

Ein Sozialticket ist ein im Preis ermäßigter Zeitfahrausweis zur Nutzung öffentlicher Verkehrsmittel durch ökonomisch bedürftige Menschen (z. B. Empfänger von Bürgergeld, von Grundsicherung im Alter und bei Erwerbsminderung und von Leistungen nach dem Asylbewerberleistungsgesetz). Üblicherweise handelt es sich dabei um eine Monatskarte, in Österreich manchmal auch um eine Jahreskarte. Der Fahrschein ist meist nicht übertragbar und erfordert einen Wohnsitz im jeweiligen Geltungsbereich.

Sozialtickets zum Deutschlandticket
(€/Monat, Stand 01/2025)
kein Sozialticket
≤ 20 €
≤ 30 €
≤ 40 €
> 40 €

In Hamburg, Hessen und Nordrhein-Westfalen wird ein vergünstigtes Deutschlandticket als Sozialticket ausgegeben. Auch 28 Gemeinden und Landkreise bieten ein vergünstigtes Deutschlandticket an (Stand Januar 2025). Insgesamt gibt es mehr als 200 Varianten der lokalen/regionalen Tickets, davon knapp 50 Tickets im Bartarif, also für Einzel-, Mehrfahrten- oder Tageskarten. Etwa 71 Prozent der Bürgergeld-Beziehenden können an ihrem Wohnort ein Sozialticket erwerben. 48 Prozent der Beziehenden können einen Zuschuss zum Deutschlandticket beanspruchen, wobei Sozialtickets in urbanen Gebieten deutlich weiter verbreitet sind als im ländlichen Raum. In 51 Prozent der Kommunen gibt es kein Sozialticket, dort leben 29 Prozent der Bürgergeld-Beziehenden bzw. 40 Prozent der Bundesbevölkerung.
In der Regel wird die Berechtigung durch einen Sozialpass nachgewiesen, der je nach Kommune auch an Personen ausgestellt wird, die Wohngeld, Kinderzuschlag nach dem BKGG, BaFöG-Leistungen oder andere Transferleistungen beziehen. In einigen Orten erhalten Personen einen Sozialpass, die bestimmte Einkommensgrenzen unterschreiten, auch wenn sie keine Leistungen beziehen (etwa in Frankfurt am Main, Leipzig, München und Ulm).
Um die Fahrgeldverluste durch Sozialtickets auszugleichen, erhalten die regionalen oder überregionalen Verkehrsunternehmen in der Regel einen Zuschuss von den betreffenden Städten, Landkreisen und/oder Bundesländern.
Vereinzelt ist der reguläre Tarif kostengünstiger als das Sozialticket. In Lemgo beispielsweise ist das Abonnement mit Partnerkarte günstiger als zwei Sozialtickets, wobei die Karten sogar übertragbar sind und eine Mitnahme weiterer Personen in der Nebenverkehrszeit erlauben.

## Sozialtickets nach Bundesländern
Die alphabetisch nach Bundesländern sortierte Auflistung erhebt keinen Anspruch auf Vollständigkeit. Eine Auftragsstudie des Paritätischen Gesamtverbandes führt über 200 Tickets an, die im Anhang zur Studie mit weiteren Informationen zur Gültigkeit hinterlegt sind.

### Baden-Württemberg
Ein Sozialticket gibt es in allen großen Städten und einigen Landkreisen. Sozialtickets gibt es unter verschiedenen Bezeichnungen, bzw. in Verbindung mit speziellen Karten in:
- Baden-Baden seit 2020. Es wird ein Zuschuss von 20 Euro im Monat bzw. 240 Euro für verschiedene Monats- und Jahreskarten gezahlt.[3] Im Juli 2023 hat der Gemeinderat entschieden, den Zuschuss auch für den Erwerb des D-Tickets JugendBW und des Deutschlandtickets zu zahlen.[4]
- Freiburg im Breisgau seit 2016. Seit Mai 2023 wird das Deutschlandticket als Sozialticket angeboten, wobei der Eigenanteil 33 Euro beträgt. Das Ticket ist auch für Wohngeldempfänger erhältlich.[5] Die Regio Basis-Monatskarte wird seit 2025 nicht mehr gefördert.[6]
- Landkreis Göppingen: Es gab bis 2024 ein VVS-weit gültiges Sozialticket für 35 Euro im Monat.[7] Das Ticket wird seit 2025 nicht mehr angeboten.[8]
- Heidelberg Sozialticket mit Heidelberg Pass oder Heidelberg Pass+ seit Januar 2014. Das Ticket galt im gesamten Rhein-Neckar-Verkehr, bis es durch das Deutschlandticket ersetzt wurde. Beide Pässe werden auch an Wohngeldempfänger ausgegeben.[9] Am 1. September 2022 wurde ein Jahresticket für 3 Euro monatlich für Inhaber des Heidelberg Pass bzw. Heidelberg Pass+ eingeführt.[10] Seit März 2025 kostet das Sozialticket 18 Euro monatlich. Personen unter 21 Jahren erhalten dafür das Deutschlandticket JugendBW, alle anderen das Deutschlandticket.[11]
- Heilbronn: Ab Mai 2024 gibt es statt des bisherigen Sahne Ticket II das Deutschlandticket als Sozialticket. Bei Bestellung des Deutschlandtickets ist zunächst der volle Preis zu zahlen. Berechtigte erhalten nachträglich monatlich einen Zuschuss in Höhe von 10 EUR durch das Amt für Mobilität und Nahverkehr des Landkreises Heilbronn.[12]
- Karlsruhe mit Karlsruher Pass seit 2009. Die Umweltmonatskarte 2 Waben, die 9Uhr-Karte 3 Waben, die Karte für Schüler und Auszubildende 2 Waben, das Schülerferienticket sowie die „Karte ab 65“ (im Abo) sind etwa 50 % ermäßigt.[13]
- Konstanz: Inhaber des Konstanzer Sozialpasses erhalten 24,50 EUR/Monat Zuschuss zum Deutschlandticket sowie 182,50 EUR/Jahr Zuschuss zum D-Ticket JugendBW.[14]
- Mannheim: Seit Juli 2023 ist dort das Deutschlandticket als Sozialticket verfügbar. Der zu zahlende Eigenanteil beträgt seit 2025 39,50 Euro. Auch 5-Fahrten-Tickets zum Preis von 6,90 Euro können erworben werden (max. 3 Tickets pro Monat).[15]
- Stuttgart mit Bonuscard + Kultur seit 2015. Die Bonuscard + Kultur erhalten auch Empfänger von Wohngeld und Kinderzuschlag.[16] Der Preis des Sozialtickets beträgt 29 Euro. Das Ticket unter dem Namen Jedermann-MonatsTicket (Bonus) gilt seit Mai 2023 im ganzen Verkehrs- und Tarifverbund Stuttgart. Mit dem Ticket kann man am Wochenende und an Feiertagen bis zu drei oder alle eigenen Kinder bis 17 Jahre kostenlos mitnehmen.[17] Für Personen unter 21 Jahren gibt es das 14-Uhr-Junior-MonatsTicket (Bonus), welches an Werktagen erst ab 14 Uhr gültig ist (am Wochenende ganztägig, in den Schulferien ab 9 Uhr). Es ist ebenfalls im ganzen VVS gültig und kostet 13,50 Euro.[18]
- In Tübingen erhalten Personen mit KreisBonus Card das Deutschlandticket für 25 Euro. Schüler, Auszubildende und Freiwilligendienstleistende mit KreisBonus Card erhalten es für 15 Euro.[19]
- Überlingen: Inhaber des Überlinger Sozialpass erhalten einen Zuschuss von 25 Euro zum Erwerb des Deutschlandtickets. Den Sozialpass erhalten auch Wohngeldempfänger.[20]
- In Ulm berechtigt die Lobbycard seit Juli 2014 zum Erwerb einer Monatskarte für das Stadtgebiet Ulm/Neu-Ulm zum halben Preis (Stand Dezember 2023 38,95 Euro). Die Lobbycard erhalten auch Wohngeldempfänger und Personen mit niedrigem Einkommen ohne Sozialleistungsbezug.[21] Die Einführung des Deutschlandtickets als Sozialticket ist für Herbst 2025 geplant. Dabei soll der Eigenanteil 29 Euro betragen.[22]
- In Walldorf wird der Erwerb eines Deutschlandtickets für Transferleistungsempfänger (einschließlich Wohngeld, Mindestalter 18 Jahre)  mit 29 Euro bezuschusst.[23]

### Bayern
- In Augsburg wird seit Juni 2023 das Deutschlandticket als Sozialticket angeboten. Die Eigenbeteiligung liegt bei 44 Euro.[24]
- In Erlangen erhalten Inhaber des ErlangenPass das Deutschlandticket für 38 €. Auch andere Tickets sind verfügbar, etwa das 9-Uhr-Jahresabo für 14,80 Euro/Monat und die Monatskarte Solo 31 für 34 Euro.[25]
- In Fürth wird das Deutschlandticket seit dem 1. Juni 2023  als Sozialticket ausgegeben. Der zu zahlende Eigenanteil beträgt 40 Euro. Außerdem gibt es die Möglichkeit, das vergünstigte 9-Uhr-JahresAbo für die Tarifstufe B (Fürth) zu erwerben. Mit diesem Ticket fährt man für 83,70 Euro im Jahr ab 9 Uhr innerhalb des Stadtgebietes Fürth. Empfänger von Wohngeld können nur das 9-Uhr-JahresAbo erwerben, nicht jedoch das Deutschlandticket.[26]
- In Landshut können Inhaber eines Sozialpasses ermäßigte Einzel- und Tagesfahrkarten erwerben.[27]
- Mit dem München Pass, der nicht an den Bezug von Sozialleistungen, sondern nur an die Unterschreitung bestimmter Einkommensgrenzen geknüpft ist, erhält man in die Möglichkeit zum Erwerb vergünstigter Monatskarten für den Münchner Verkehrs- und Tarifverbund. Die Monatskarte S entspricht im Umfang der Monatskarte 9 Uhr (gilt also Montag bis Freitag nicht von 6–9 Uhr), kostet aber nur gut die Hälfte des regulären Preises (Stand Oktober 2024: 31,10 Euro). Die Fahrkarten sind nicht im Abo erhältlich.[28] Es können bis zu 3 Kinder im Alter von 6 bis 14 Jahren mitgenommen werden. Zusätzlich kann man monatlich bis zu 15 Tageskarten ohne Sperrzeit in den Sozialbürgerhäusern kaufen.[29]
- Nürnberg: Inhaber eines Nürnberg-Passes erhalten seit August 2023 das Deutschlandticket Nürnberg-Pass als Sozialticket. Den Nürnberg-Pass erhalten auch Wohngeldempfänger. Dabei ist ein Eigenanteil von 25 Euro zu zahlen.[30]
- In Regensburg können Inhaber des Stadtpass ermäßigte Monatskarten erwerben. Diese kosten ohne Zeitbeschränkung 30 Euro, als an Werktagen erst ab 9 Uhr gültiges Ticket (Öko-Ticket) 20,50 Euro und für Schüler und Auszubildende 16,80 Euro (ohne Zeitbeschränkung). Auch das Deutschlandticket ist erhältlich (Eigenanteil 29 Euro, Azubis, Studenten und Freiwilligendienstleistende 19 Euro). Den Stadtpass erhalten auch Wohngeldempfänger.[31][32]
- In Straubing können Inhaber des Sozial-Passes vergünstigte Einzelfahrscheine und Tageskarten erwerben.[33]
- Die Stadt Würzburg gewährt eine Ermäßigung auf das Deutschlandticket. Berechtigt sind alleinerziehende Bezieher von Bürgergeld mit mindestens einem Kind unter 3 Jahren und Bürgergeldempfänger, die an beruflichen Fördermaßnahmen oder Sprachkursen teilnehmen. Das Deutschlandticket muss zunächst gebucht werden, auf Antrag erstattet die Stadt rückwirkend den Differenzbetrag zum Eigenanteil von 15 Euro pro Monat.[34]

### Berlin und Brandenburg
Der Verkehrsverbund Berlin-Brandenburg bietet das Berlin-Ticket S für 19 Euro und das Mobilitätsticket an, welche einer Monatskarte entsprechen (jedoch ohne Mitnahmeregelung oder Übertragbarkeit). Das Mobilitätsticket für Potsdam kostet 27,40 Euro, für Frankfurt/Oder und Cottbus jeweils 24,70 Euro.
Seit Februar 2018 haben auch Berliner Wohngeldempfänger die Möglichkeit, ein Berlin-Ticket S zu erwerben.
Bis 2022 kostete das Berlin-Ticket S 27,50 Euro. Danach kostete es bis März 2025 9 Euro, was ursprünglich bis Ende 2025 gelten sollte. Der Preis stieg jedoch bereits ab April 2025 auf 19 Euro.

### Bremen
In Bremen gibt es ein im Stadtgebiet von Bremen gültiges Sozialticket, das StadtTicket Bremen, welches 35,20 Euro kostet. Kinder und Jugendliche, die von Sozialleistungen leben, erhalten das Sozialticket kostenfrei. Mit dem Ticket für Erwachsene können montags bis freitags ab 19:00 Uhr sowie ganztägig an Wochenenden und Feiertagen ein weiterer Erwachsener und bis zu vier Kinder (6 bis 14 Jahre) mitgenommen werden. Im ebenfalls zum Bundesland Bremen gehörenden Bremerhaven gibt es kein Sozialticket.
Im Koalitionsvertrag für die 21. Wahlperiode der Bremischen Bürgerschaft, S. 106, wurde 2023 festgelegt, dass eine Einführung des Deutschlandtickets als Sozialticket angestrebt wird. Dabei soll die Selbstbeteiligung 29 Euro betragen. Kinder und Jugendliche sollen es, wie bisher schon das StadtTicket Bremen, gratis erhalten. Auch Wohngeldempfänger sollen das Ticket erhalten.

### Hamburg
In Hamburg berechtigt die Ausstellung einer Sozialkarte zum Erwerb von (fast allen) Monatskarten mit einer Ermäßigung von 35,50 Euro, so dass z. B. für ein Deutschlandticket nur 22,50 Euro zu zahlen sind.
Der Rabatt wird von der Behörde für Arbeit, Gesundheit, Soziales, Familie und Integration getragen. Schüler mit Anspruch auf Sozialrabatt erhielten das Deutschlandticket kostenlos (seit September 2024 erhalten es alle Schüler kostenlos). Azubis mit Anspruch auf den Sozialrabatt erhalten das hvv Deutschlandticket für Azubis ebenfalls kostenlos. Voraussetzung ist ein Ausbildungsstandort in Hamburg oder im Umland.

### Hessen
- In Hessen ist seit August 2023 ein ermäßigtes Deutschlandticket erhältlich. Berechtigte nach dem Asylbewerberleistungsgesetz  und Bezieher von Bürgergeld, Grundsicherung oder Wohngeld können es mit dem Berechtigungsnachweis Hessenpass mobil beantragen, der ihnen von den zuständigen Behörden automatisch zugeschickt wird.[46] Anders als das reguläre Deutschlandticket muss es spätestens am zehnten eines Monats für den Folgemonat beantragt werden und ist nicht im Netz erhältlich, sondern kann ausschließlich in den Verkaufsstellen der Verkehrsverbünde bestellt werden.[47] Es kostete bei Einführung  31 Euro im Monat.[48] Zum Jahresbeginn 2025 wurde der Preis auf 39 Euro erhöht.[49]
- Das Sozialticket für Erwachsene in Darmstadt wurde zum 1. Oktober 2023 zugunsten des ermäßigten Deutschlandtickets abgeschafft.[50] Für Kinder und Jugendliche von 6 bis 17 Jahre ist seit Oktober 2023 ein Sozialticket für 15,50 Euro erhältlich –  dem halben Preis eines ermäßigten Deutschlandtickets.[51]
- In Frankfurt am Main gibt es mit dem Frankfurt-Pass beim Rhein-Main-Verkehrsverbund ermäßigte Monatskarten, welche nicht übertragbar sind. Der Frankfurt-Pass ist nicht an den Bezug von Sozialleistungen gebunden, sondern nur an die Unterschreitung bestimmter Einkommensgrenzen. Das Schülerticket und die Seniorenkarte Hessen kosten für Inhaberinnen und Inhaber des Frankfurt-Passes 12,90 Euro im Monat. Beide Tickets gelten in ganz Hessen.[52][53] Für Inhaber des Frankfurt-Pass oder des Hessenpass mobil ist seit Januar 2024 das Deutschlandticket für 29 Euro erhältlich.[54]
- In Kassel existiert seit Juli 2020 das MittendrinTicket. Es kostet 35 Euro im Monat. Von Montag bis Freitag ab 19 Uhr sowie an Wochenenden und Feiertagen gilt das Ticket im gesamten Gebiet des Nordhessischen Verkehrsverbundes und eine weitere erwachsene Person und alle zum Haushalt gehörenden Kinder unter 18 Jahren fahren dann kostenfrei mit. Um das MittendrinTicket nutzen zu können, benötigt man die Teilhabecard Kassel, die auch Wohngeldempfänger erhalten.[55]
- In Wiesbaden gibt es für Kinder und Jugendliche, deren Erziehungsberechtigte Sozialleistungen erhalten (einschließlich Wohngeld und Kinderzuschlag), das in ganz Hessen und Mainz gültige Ticket Hessen WI 15 zum ermäßigten Preis von 10 Euro im Monat.[56]

### Mecklenburg-Vorpommern
- Die Stadtwerke Greifswald bieten für Inhaber des Kultur- und Sozialpasses Monatskarten mit einer verhältnismäßig geringen Ermäßigung (Erwachsene ca. 10 %, Kinder, Auszubildende und Studenten ca. 30 %) an. Sie kosten 39 bzw. 23 Euro.[57] Den Kultur- und Sozialpass erhält ein relativ breiter Kreis von Einwohnern, u. a. Wohngeldempfänger, Studenten und Auszubildende.[58]
- Beim Verkehrsverbund Warnow erhalten Inhaber des WarnowPass Einzelfahrkarten und Tageskarten zum ermäßigten Preis. Seit dem 1. August 2020 können WarnowPass-Inhaber auch Wochen- und Monatskarten des  (VVW) für die Tarifzone Rostock ermäßigt erwerben. Dabei kostet (Stand August 2024) eine Monatskarte für Rostock 65 Euro, im Abonnement 50,50 Euro. Seit Januar 2025 ist das Deutschland-Ticket Sozial für WarnowPass-Inhaber erhältlich. Es kostet 50,49 Euro.[59]
- Die NAHBUS Nordwestmecklenburg GmbH bietet ein Sozialticket für den Stadtverkehr in Wismar zum Preis von 47 Euro an.[60]

### Niedersachsen
- In Braunschweig gibt es für Inhaber des Braunschweig Pass das BS-Mobil-Ticket und das BS-Mobil-Ticket-Plus für 25 bzw. 33 Euro. Das BS-Mobil-Ticket gilt an Werktagen erst ab 8:30 Uhr, das BS-Mobil-Ticket-Plus gilt ganztägig. Für Schüler mit Braunschweig Pass gibt es das BS-Mobil-Ticket Schüler für 15 Euro. Den  Braunschweig Pass erhalten auch Wohngeldempfänger und Empfänger von Kinderzuschlag.[61]
- Seit Einführung des Deutschlandtickets erhalten Berechtigte im Landkreis Diepholz einen Sozialrabatt von 20 Euro im Monat, wenn sie ein Deutschlandticket erwerben. Den Sozialrabatt erhalten auch Wohngeldempfänger.[62]
- In Göttingen erhalten Berechtigte die BusCard E als Sozialticket. Berechtigt sind auch Wohngeldempfänger. Die BusCard E kostet 28,50 Euro und ist 30 Tage gültig. Sie gilt nur im Stadtgebiet von Göttingen.[63]
- Im Verbund des Großraum-Verkehr Hannover (GVH) wird der GVH-Sozialtarif angeboten. Die Berechtigung hierzu nennt sich im gesamten Gebiet der Region Hannover die Region-S-Karte. Damit kann man die Tageskarte S oder die Monatskarte S erwerben. Der Preis ist abhängig von der Zahl befahrener Zonen. So kostet die Monatskarte S für die Zone A (Stadtgebiet Hannover) 44,20 Euro. Die Monatskarte S berechtigt werktags ab 19:00 Uhr sowie an Wochenenden und Feiertagen ganztägig zur Mitnahme eines Erwachsenen und bis zu drei Jugendlichen oder Kindern unter 18 Jahren. Voraussetzung ist, dass die Mitgenommenen ebenfalls im Besitz einer Region-S-Karte sind und diese mitführen.[64] Alle eigenen Kinder und Enkel unter 18 können kostenfrei mitgenommen werden.[65] Seit Mai 2023 wird das Deutschlandticket Hannover sozial in der Region Hannover zum Preis von 30,40 Euro im Monat als Sozialticket ausgegeben.[66]
- In Salzgitter gibt es seit Januar 2019 ein Sozialticket zum Preis von 25 Euro (Kinder 15 Euro). Seit Februar 2021 ist es zeitlich uneingeschränkt gültig.[67]
- Im Verkehrsverbund Süd-Niedersachsen wurde am 1. Januar 2021 ein verbundweites Sozialticket VSNCard-E für 35 Euro eingeführt. Das Ticket können auch Empfänger von Wohngeld erhalten.[68]
- In Uelzen können Berechtigte verschiedene Sozialtickets erwerben, etwa die Wochenkarte für 10 Euro oder die Monatskarte für 30 Euro. Berechtigt sind auch Wohngeldempfänger.[69]
- Im Landkreis Wolfenbüttel wurde am 1. August 2018 ein Sozialticket zum Preis von 25 Euro eingeführt. Kinder vom 6. bis einschließlich 14. Lebensjahr zahlen 15 Euro.[70]
- Im Wendland gibt es kein spezielles Sozialticket. Empfänger von Sozialleistungen einschließlich Wohngeld können jedoch Jahreskarten der ermäßigten Preisgruppe 2 beanspruchen (30 Euro im Monat bei Gültigkeit im gesamten Netz).[71] Der Leistungsbezug wird mit der mobiCard nachgewiesen.[72]
- In Wolfsburg gab es für Inhaber der WolfsburgCard bis April 2024 eine ermäßigte Monatskarte. Sie kostete 23 Euro, für Schüler und Kinder 15 Euro und galt im Stadttarif Wolfsburg (Tarifzone 20). Das Mobilitätsticket war täglich erst ab 08:30 Uhr gültig.[73] Seit Mai 2024 ist der Verkauf des Mobilitätstickets ausgesetzt. Dies wurde damit begründet, dass mit der Einführung des Deutschlandtickets und der Erhöhung des Bürgergeldes die Kosten für den ÖPNV vollständig gedeckt seien, sodass die Subventionierung durch die Stadt Wolfsburg aktuell nicht erforderlich sei.[74]

### Nordrhein-Westfalen
Ein vergünstigtes Deutschlandticket zum Preis von 39 Euro wurde je nach zuständigem Verkehrsbetrieb im Dezember 2023 oder im Januar 2024 unter dem Namen DeutschlandTicket Sozial eingeführt. Seit Januar 2025 kostet es 48 Euro.
- In der Städteregion Aachen gibt es das Mobil-Ticket. Es kostet 41,50 Euro und ist auch für Wohngeldempfänger erhältlich.[77] Auch ein Sozialticket im Abonnement, das Mobil-ABO StädteRegion Aachen, ist verfügbar. Es kostet 34,99 Euro im Monat.[78]
- Im Kreis Düren gibt es das Mobil-Ticket. Es kostet 30,50 Euro monatlich. Es ist nur als Monatsticket im Jahresabonnement erhältlich und gilt täglich ohne zeitliche Einschränkungen. Die Zahlung des Ticketpreises erfolgt durch unmittelbare Überweisung des monatlichen Kostenbeitrags durch den zuständigen Sozialleistungsträger (außer bei Empfängern von Wohngeld).[79]
- In Hamm können Berechtigte, wozu auch Wohngeldempfänger gehören, das HammTicket Mobil erwerben. Es kostet 19 Euro im Monat und ist nur in Hamm gültig.[80]
- In Lemgo können Berechtigte das Mobiticket Lemgo erwerben. Es kostet 23,50 Euro im Monat und ermöglicht die Nutzung der städtischen Busse sowie der Eurobahn bis Hörstmar.[81]
- In Münster können Inhaber des MÜNSTER-PASS verschiedene Abonnementkarten vergünstigt erhalten, so etwa das MünsterAbo (Eigenanteil 21,30 Euro) oder das 60PlusAbo (Eigenanteil 18 Euro, erst ab 60 Jahren).[82]
- Ostwestfalen: In Bielefeld können Inhaber des Bielefeld-Passes seit dem 1. Dezember 2011 ein Monatsticket für Busse und Bahnen im Stadtgebiet in zwei Varianten erwerben. Das Ticket kostet 33 Euro. Das 9-Uhr-Ticket (Montag bis Freitag nicht zwischen 3 und 9 Uhr gültig) kostet 17 Euro. Beide Tickets sind auf andere Bielefeld-Pass-Inhaber übertragbar. Von Montag bis Freitag können ab 19 Uhr, an Wochenenden und Feiertagen ganztags, bis zu vier Personen (davon maximal eine Personen ab 15 Jahren) kostenlos mitgenommen werden. Die Mitnahme gilt nur für Personen mit Bielefeld-Pass. Statt Personen können auch Fahrräder mitgenommen werden.[83] In den Kreisen Herford und Minden-Lübbecke gibt es das WeserWerreTicket. Es gilt in beiden Kreisen und kostet 39,50 Euro im Monat. Das Ticket können auch Wohngeldempfänger erwerben.[84] Die Kreise Paderborn und Höxter bieten gemeinsam das Fair Ticket Netz Hochstift für 40,70 € an, welches in beiden Kreisen gültig ist. Zusätzlich gibt es das  Fair Ticket Stadt Paderborn für 28,40 €, welches auf das Stadtgebiet beschränkt ist.[85]
- Im gesamten Verkehrsverbund Rhein-Ruhr (VRR) wird seit dem 1. Januar 2013 ein Sozialticket angeboten. Es gilt in kreisfreien Städten in der jeweiligen Stadt, ansonsten im jeweiligen Kreis, und kostet im Abonnement 41,80 Euro (ohne Abonnement 47,60 Euro).[86] Von rund 1,35 Millionen Berechtigten nutzten 2017 ca. 166.000 (12,3 %) das Sozialticket. Berechtigungsausweise für das Sozialticket werden auch an Wohngeldempfänger ausgegeben. Seit Januar 2023 ist das Ticket auch im Abonnement erhältlich.[87][88] Trotz Einführung des Deutschlandticket sozial im Dezember 2023 bleibt das VRR-Sozialticket weiter erhältlich.[89]
- Im Verkehrsverbund Rhein-Sieg (Köln, Bonn, Leverkusen) sind seit März 2012 vergünstigte Monatstickets und 4er-Fahrkarten unter dem Namen MobilPass erhältlich (Preisbeispiel Monatsticket Preisstufe 1b (für Köln) 55,90 €, mit KölnPass 49,70 Euro, im Abo 46,60 € (Stand 2025)).[90] Die Fahrkarten sind auf andere MobilPass-Berechtigte übertragbar. In Bonn kostet das Sozialticket im Abonnement seit September 2022 nur noch 19 Euro, als Monatskarte 34,90 Euro.[91]
- im Kreis Unna gibt es das SozialTicket Preisstufe A für 21,70 Euro/Monat. Dieses gilt für eine Stadt oder Gemeinde im Kreis.[92] Das Sozialticket für den gesamten Kreis wurde zu Januar 2024 abgeschafft.[93] Für Schüler, die Anspruch auf ein Sozialticket haben, wird seit Januar 2024 ein Deutschlandticket Schule Sozial (aktueller Preis 28 Euro pro Monat) angeboten.[92]
- Im Bereich der Verkehrsgemeinschaft Westfalen-Süd (VGWS) gibt es seit 2013 ein MobilitätsCard genanntes Sozialticket zum Preis von 33,90 € monatlich. Werktags ab 19 Uhr und ganztags an Wochenenden und Feiertagen können vier weitere Personen mitgenommen werden, davon max. zwei Personen ab dem Alter von 15 Jahren.[94]

### Rheinland-Pfalz
- In Ingelheim am Rhein können Inhaber des Ingelheim-Passes (diesen erhalten auch Wohngeldempfänger und Empfänger von Leistungen nach dem Bundesausbildungsförderungsgesetz) Busse und Nahverkehrszüge im Stadtgebiet von Ingelheim (Wabe 320) kostenlos nutzen.[95]
- In Ludwigshafen am Rhein gibt es kein Sozialticket als Monatskarte, sondern es können bis zu 3 5-Fahrten-Karten zu je 5 Euro (Kinder 3,50 Euro) erworben werden. Die Fahrscheine gelten für eine einmalige Fahrt in eine Richtung mit Umstieg. Umwege, Rund- und Rückfahrten sind nicht gestattet. Der Geltungsbereich der Fahrkarte umfasst die Preisstufe 2 (Großwabe Ludwigshafen/Mannheim), die Geltungsdauer beträgt 90 Minuten. Fahrtunterbrechungen innerhalb der Geltungsdauer sind gestattet.[96] Sozialtickets werden nur ausgegeben, solange das städtische Budget ausreicht.[97]
- Mainz: Die Sondermonatskarte des Verkehrsverbundes Mainz-Wiesbaden kostet seit 2023 monatlich 30 Euro und gilt ohne zeitliche Einschränkung. Sie ist im RMV-Tarifgebiet 6500 (Mainz/Wiesbaden) gültig.[98] Voraussetzung für die Nutzung der Sondermonatskarte ist der MainzPass. Dieser wird auch Empfängern von Wohngeld ausgestellt.[99]

### Saarland
Im Saarland gibt es zwei saarlandweite gültige Sozialtickets, das montags bis freitags ab 9.00 Uhr gültige Fair-Ticket (an Wochenenden und Feiertagen gilt es ganztägig) und das rund um die Uhr gültige Fair-Ticket Plus. Sie kosten 33,30 bzw. 44,80 Euro. Beide Tickets können auch von Wohngeldempfängern erworben werden. Als Berechtigungsnachweis dient die SOZIALCARD.

### Sachsen
- Bei den Dresdner Verkehrsbetrieben kann man bei Vorlage eines Dresden-Passes vergünstigte Fahrscheine erwerben. Die Vergünstigung richtet sich nach dem Fahrschein und beträgt bis zu 50 %.[101] Eine Monatskarte für die Tarifzone Dresden kostet 65,20 Euro, im Abo 46,67 Euro (Stand Juli 2025). Den Dresden-Pass erhalten auch Wohngeldempfänger.[102] Im Juli 2023 beschloss der Stadtrat, dass ab sofort auch das Deutschlandticket als Sozialticket verfügbar ist, wobei die Eigenbeteiligung zunächst bei 29 Euro lag. Aktuell (Stand Juli 2025) beträgt sie 37,70 Euro.[103] Auch das Zusatzticket Plus Mitnahme zum Deutschlandticket, welches die Mitnahme eines Fahrrades und zu bestimmten Zeiten die Mitnahme einer weiteren Person ermöglicht, ist rabattiert erhältlich und kostet 7,48 Euro (Nutzer einer "normalen" Monatskarte benötigen kein Zusatzticket zur Fahrradmitnahme oder zur Mitnahme einer  Person zu bestimmten Zeiten).
- Die Leipziger Verkehrsbetriebe bieten die Leipzig-Pass-MobilCard an. Diese kostet 35 Euro, im Abo 31,20 Euro.[104] Der Leipzig-Pass ist nicht an den Bezug von Sozialleistungen gebunden, sondern nur an die Unterschreitung bestimmter Einkommensgrenzen.[105] Seit Januar 2024 ist das Deutschlandticket als Sozialticket verfügbar (Eigenanteil 2025 38 Euro).[106]

### Sachsen-Anhalt
- Inhaber des Sozial- und Familienpasses des Landkreises Harz können ermäßigte Einzelfahrscheine der Verkehrs- und Tarifgemeinschaft Ostharz nutzen. Diese gelten nur bis zur Landkreisgrenze und nicht auf allen Linien.[107]
- Inhaber des Magdeburger Stadtpass Otto-City-Card erhalten ein Guthaben für den Kauf von Fahrkarten bei den MVB. Dieses beträgt aktuell 5 Euro je Monat. Den Stadtpass erhalten auch Wohngeldempfänger. Außerdem wird die Nutzung der (touristischen) Linienfähren der Weißen Flotte mit 2 Euro pro Fahrt bezuschusst.[108] Das regulär 9 Euro kostende Magdeburger Schülerticket erhalten Inhaber einer Otto-City-Card gratis.[109] Im Juni 2024 wurde beschlossen, 2025 ein Sozialticket einzuführen. Es sollte 19 Euro im Monat kosten.[110] Später wurde die Einführung des Sozialtickets auf 2026 verschoben.[111]

### Schleswig-Holstein
- In Flensburg wurde zum 1. Januar 2022 ein Sozialticket zum Preis von 25 Euro eingeführt. An Wochenenden (von Samstag, 0 Uhr bis Montag, 6 Uhr) ist die kostenlose Mitnahme von einem Erwachsenen und insgesamt bis zu drei Kindern bis einschließlich 14 Jahre möglich. Es gilt nur im Busverkehr im Flensburger Stadtgebiet (Tarifzone 2000).[112] Seit April 2025 beträgt der Preis 29,50 Euro.[113]
- Die Kieler Kooperationsvereinbarung zwischen Bündnis 90/Die Grünen und SPD für 2023 bis 2028 beinhaltet die angestrebte Einführung eines Sozialticket in Kiel für Empfänger von Bürgergeld, Grundsicherung und Leistungen nach dem Asylbewerberleistungsgesetz.[114] Für ökonomisch bedürftige Senioren gibt es seit Januar 2025 das Sozialticket Senior. Das Sozialticket Senior wird als 29 € im Monat kostendes Deutschlandticket angeboten. Empfangsberechtigt sind Senioren ab 65 Jahren und Menschen mit anerkannter Schwerbehinderung ab 63 Jahren mit gültigem Senior*innen-Pass.[115]

### Thüringen
- In Erfurt erhalten Inhaber eines Sozialausweises einen Zuschuss von 30 Euro zu der je nach Art der Karte 63 bis 80 Euro kostenden Monatskarte der Erfurter Verkehrsbetriebe (Preisstand Oktober 2024). Der monatliche Zuschuss wird nur für einen berechtigten Sozialausweisinhaber pro Bedarfsgemeinschaft gezahlt.[116] Der Zuschuss wird auch für das Deutschlandticket gezahlt (rückwirkend ab Mai 2023).[117]
- In Jena können Inhaber eines Jenabonus eine Monatskarte für 62,40 Euro zu erwerben (Schüler und Azubis 33,10 Euro). Seit September 2023 ist auch das Deutschlandticket ermäßigt erhältlich (Eigenbeteiligung 43 Euro).[118] Schüler und Jugendliche, die noch keine 18 Jahre alt sind, erhalten bei Vorlage eines gültigen Jenabonus und der Zahlung einer Verwaltungsgebühr in Höhe von 15,00 € pro Jahr ein Mobilitätsticket zur kostenfreien Nutzung der öffentlichen Verkehrsmittel in Jena.[119]
- Im Kreis Saalfeld-Rudolstadt und im Saale-Orla-Kreis gibt es das Mobilitätsticket der KomBus. Es gilt nur in Bussen und kostet monatlich 33,80 Euro für einen Kreis, 38,80 für beide Kreise. Am Wochenende können ein weiterer Erwachsener und bis zu zwei Kinder unter 14 Jahren mitgenommen werden.[120]
- In Weimar ist ein Sozialticket zum Preis von 30,65 Euro erhältlich. Auch das Deutschlandticket ist seit 2023 als Sozialticket erhältlich. Die Eigenbeteiligung liegt bei 24,50 Euro. Der Zuschuss wurde von der Stadt Weimar bis zum 31. Dezember 2023 zugesichert; mit Stand Oktober 2024 ist das Angebot noch auf der Website der Stadtwirtschaft zu sehen.[121]

## Abgelehnte Sozialtickets
Insbesondere in den 2010er-Jahren gab es zahlreiche Versuche, Sozialtickets einzuführen. Viele von ihnen gingen von der örtlichen Linkspartei oder anderen progressiven Fraktionen aus. In mindestens 148 Kommunen ist der Versuch seit der Jahrtausendwende gescheitert. Eine kleine Auswahl:
- In Bayreuth hat der Stadtrat im Januar 2025 die Einführung eines Sozialtickets abgelehnt.[122]
- Im Landkreis Breisgau-Hochschwarzwald wurde der Antrag auf Einführung eines Sozialtickets 2021 durch die CDU, die Freien Wähler, die FDP und die AfD abgelehnt.[123]
- In Chemnitz wurde 2008 ein Sozialticket wegen der finanziellen Mehrbelastungen durch den Stadtrat abgelehnt.[124] 2018 wurde ein solcher Vorschlag erneut abgelehnt.[125]
- In Goslar wurde 2024 ein Sozialticket abgelehnt.[126]
- In Halle (Saale) sollte 2009 zeitgleich mit Leipzig auf Stadtratsbeschluss ein Sozialticket eingeführt werden. Auf Grund der finanziellen Situation der Stadt wurde das Vorhaben jedoch gekippt.[127] Nach der Forderung im Rahmen eines Bürgerhaushalts 2016[128] und durch Fridays For Future 2019[129] gab der Ausschuss für Klimaschutz, Umwelt und Ordnung dem Bürgermeister Ende 2019 den Auftrag, das Konzept für ein Sozialticket und ein 365-Euro-Ticket auszuarbeiten.[130] In der Zwischenzeit ist dies nicht geschehen (Stand Oktober 2024).
- In Hildesheim wurde die Einführung eines Sozialtickets 2021 abgelehnt.[131]
- Im Stadtrat von Ingolstadt wurde im Juni 2022 auf SPD-Antrag die Einführung eines Sozialtickets thematisiert, das mit 35 Euro/Monat veranschlagt war. Die INVG schätzte die jährlichen Kosten auf 1,75 Millionen Euro.[132] Bislang wurde kein solches Ticket eingeführt (Stand Oktober 2024).
- In Landau in der Pfalz wurden Pläne für einen Landau-Pass, mit dem u. a. die Benutzung des ÖPNV günstiger werden sollte, im September 2021 gestoppt.[133][134] Der Familienpass wurde 2023 tatsächlich unter dem Titel LandauPass neu aufgesetzt und auf einkommensarme Einzelpersonen erweitert, umfasst aber keinen Zuschuss zum Nahverkehr.[135]
- In Norderstedt wurde die Einführung eines Sozialtickets für den Hamburger Verkehrsverbund 2015 abgelehnt.[136] Im Mai 2021 wurde im Rahmen eines Bürgerhaushalts erneut ein Sozialticket vorgeschlagen, allerdings durch die Verwaltung mit Verweis auf die Kosten abgelehnt.[137]

## Alternativmodelle
Andere praktizierte Modelle zur Mobilitätsteilhabe sind ein generelles Bürgerticket (mit Sozialermäßigung) oder der kostenfreie Nahverkehr.

## Ähnliche Vergünstigungen
- Der Wuermeling-Pass war ein Berechtigungsausweis zur „Fahrpreisermäßigung für kinderreiche Familien“, der zwischen 1956 und 1992 ausgegeben wurde.

## Österreich
Empfänger von Ausgleichszulage ab 65 Jahren erhalten die Vorteilscard, mit der alle Züge der ÖBB zum halben Preis benutzt werden können und in einigen Verkehrsverbünden ermäßigte Fahrkarten für den ÖPNV erworben werden können, gratis (Vorteilscard Senior:in Frei).

### Kärnten
Empfänger von Ausgleichszulage erhalten das landesweit gültige Kärnten Ticket Spezial, welches zum 1. Jänner 2022 eingeführt wurde, für 210 Euro im Jahr. In Klagenfurt erhalten Empfänger von Ausgleichszulage eine Jahreskarte für 50 Euro.

### Niederösterreich
In Wiener Neustadt können Inhaber der Plus Card Einzelfahrscheine für Busfahrten im Stadtgebiet für einen Euro erwerben.

### Oberösterreich
Inhaber eines Aktivpass der Stadt Linz oder Leonding erhalten eine Monatskarte für die Kernzone Linz für 16,70 bzw. 15 Euro.

### Salzburg
Die Stadt Salzburg gibt seit Mai 2023 bundeslandweite Klimatickets als Sozialtickets für 50 Euro im Jahr aus. Voraussetzung ist das Innehaben einer Aktiv:Karte PLUS. Diese erhielten zunächst nur Bezieher von Sozialunterstützung. Seit April 2024 erhalten auch Bezieher einer Ausgleichszulage die Aktiv:Karte PLUS.

### Steiermark
Inhaber einer Sozialcard der Stadt Graz erhalten die SozialCard Mobilität. Sie gilt innerhalb von Graz in Straßenbahnen und Bussen und kostet 50 Euro im Jahr (inklusive Grazer Schloßbergbahn 60 Euro).

### Tirol
- Empfänger von Ausgleichszulage erhalten das in ganz Tirol gültige Jahres-Ticket Spezial für 301 Euro.[146]
- Kinder im schulpflichtigen Alter aus Familien, die Mindestsicherung beziehen, können das Soziale Schulticket Tirol erhalten. Dieses kostet 19,60 Euro, gilt für ein Schuljahr und kann zu jeder Zeit, auch in den Ferien, in allen öffentlichen Verkehrsmitteln im Land Tirol benutzt werden.[147]

### Wien
Inhaber eines Mobilpass der Stadt Wien erhalten ein 31 Tage gültiges Ticket mit dem Namen 31 Tage WIEN Mobilpass für die Wiener Linien für 18 Euro. Auch ermäßigte Einzelfahrkarten für 1,20 Euro können von Inhabern des Mobilpass erworben werden.

### Vorarlberg
Empfänger von Mindestsicherung oder Ausgleichszulage erhalten die Faircard, mit der das maximo fair genannte Sozialticket erworben werden kann. Es kostet 19 Euro monatlich und ist in ganz Vorarlberg gültig.